# Gösta Stenvinkel
Edvin Gösta Indigal Stenvinkel, född den 12 januari 1900 i Snöstorps församling, Hallands län, död den 18 november 1984 i Strängnäs, var en svensk fysiker och skolman. Han var far till Jan Stenvinkel.
Stenvinkel avlade studentexamen i Halmstad 1919, filosofie kandidatexamen vid Lunds universitet 1923, filosofisk ämbetsexamen 1928 och filosofie licentiatexamen vid Stockholms högskola 1929. Han promoverades till filosofie doktor och blev docent i fysik där 1936. Stenvinkel var lärare vid Whitlockska samskolan 1931–1937, adjunkt i matematik och fysik vid högre allmänna läroverket på Norrmalm 1937–1940, lektor vid högre allmänna läroverket för flickor på Södermalm 1940–1966, samtidigt lärare i fysik vid Farmaceutiska institutet 1941–1949 och med tjänstledighet från lektoratet rektor vid högre allmänna läroverket i Strängnäs 1949–1966, förste rektor där 1958–1966. Han var ledamot av statens lönenämnd 1950–1961 och landstingsman 1959–1970. Stenvinkel publicerade Das Bandenspektrum des Zinkhyrides. Störungen in den Bandenspektren zwei-atomiger Moleküle (akademisk avhandling, 1936) och Hur atombomben kommer till och verkar (1946) samt uppsatser i inhemska och utländska facktidskrifter, delvis tillsammans med bland andra Erik Hulthén. Han blev riddare av Nordstjärneorden 1955.